# Смагін Юрій Іванович
Юрій Іванович Смагін (28 січня 1957, Нова Каховка) — український футболіст, нападник.

## Життєпис
Народився 28 січня 1957 року в Новій Каховці. Вихованець місцевої дитячо-юнацької спортивної школи (перший тренер — В. Ткач). 1974 року входив до складу юнацької збірної СРСР. Виступав у складі аматорської команди «Енергія». В 21 рік отримав запрошення приєднатися до складу «Зірки». За команду з Кіровограду не зіграв жодного офіційного матчу і в тому ж році перейшов до «Суднобудівника».
За команду з Миколаєва дебютував 21 квітня 1979 року, а через місяць забив перші голи — у ворота сумського «Фрунзенця». У першому сезоні його партнером в атакувальній ланці був Євген Дерев'яга — найкращий бомбардир в історії команди. Володар двох бронзових медалей чемпіонату УРСР. Рекордсмен «Суднобудівника» за кількістю проведених матчів (361). Посідає дванадцяте місце у «Клубі Євгена Дерев'яги» — списку найрезультативніших гравців чемпіонату УРСР (у рамках другої ліги) — 120 голів.
Також захищав кольори черкаського «Дніпра» і каховського «Меліоратора». Завершив виступи на футбольних полях 1995 року в складі «Енергії» (Нова Каховка).
Закінчив Миколаївський педагогічний інститут і Вищу школу тренерів у Києві. Працював тренером у «Поліграфтехніці» і «Олімпії» (Южноукраїнськ). В сезоні 2001/02 очолював«Торпедо» (Мелітополь). 16 січня 2015 року призначений головним тренером МФК «Миколаїв».

## Досягнення
- Бронзовий призер чемпіонату УРСР (2): 1984, 1985

## Статистика
| Сезон   | Команда                | Ліга | Ігри | Голи |
| ------- | ---------------------- | ---- | ---- | ---- |
| 1979    | «Суднобудівник»        | D3   | 41   | 9    |
| 1980    | «Суднобудівник»        | D3   |      | 10   |
| 1981    | «Суднобудівник»        | D3   |      | 14   |
| 1982    | «Суднобудівник»        | D3   | 36   | 13   |
| 1984    | «Суднобудівник»        | D3   | 35   | 14   |
| 1985    | «Суднобудівник»        | D3   | 40   | 25   |
| 1986    | «Суднобудівник»        | D3   | 33   | 6    |
| 1987    | «Суднобудівник»        | D3   | 46   | 11   |
| 1988    | «Суднобудівник»        | D3   | 44   | 4    |
| 1989    | «Дніпро» (Черкаси)     | D3   | 46   | 15   |
| 1991    | «Суднобудівник»        | D3   | 17   | 0    |
| 1992/93 | «Меліоратор» (Каховка) | D3   | 17   | 0    |